# Leimbühlholz
Leimbühlholz liegt im niederbayerischen Landkreis Straubing-Bogen westlich des Bonholzes zwischen dem Bonholzbach im Süden und dem Aubach im Norden entlang einer Gemeindestraße.
Mit diesem Namen bestehen zwei amtlich benannte Gemeindeteile der Gemeinden Haibach und Haselbach in unmittelbarer Nachbarschaft, getrennt durch die erschließende Straße.
Das Dorf Leimbühlholz ist ein Gemeindeteil von Haibach in der Gemarkung Landasberg. Es liegt etwa zwei Kilometer südwestlich von Haibach, ein Kilometer nordöstlich von Haselbach und östlich der Gemeindestraße, die hier die Gemeindegrenze zwischen Haibach und Haselbach markiert.
Seit 2005 besteht ein Gemeindeteil Leimbühlholz auch in der Gemeinde Haselbach. Auf Antrag der Gemeinde erteilte das Landratsamt Straubing-Bogen am 4. Oktober 2005 für fünf Flurnummern der Gemarkung Haselbach westlich der Straße diesen Gemeindeteilnamen.